# Dschaisch al-Muwahhidin

Von der Dschaisch al-Muwahidin verwendete Drusenflagge

Die Dschaisch al-Muwahhidin (arabisch جيش الموحدين, DMG Ǧaiš al-Muwaḥḥidīn) oder Dschaisch Abu Ibrahim (جيش أبو إبراهيم / Ǧaiš Abū Ibrāhīm) ist eine drusische Miliz in Syrien, die um die Verteidigung der von Drusen bewohnten Gebiete bemüht ist. Ihr Name bedeutet Armee der Monotheisten. Sie wurde 2013 gegründet, wird von Abu Ibrahim Ismail at-Tamimi geleitet und ist syrisch-nationalistisch und antikolonialistisch ausgerichtet.
Die Gruppe operiert hauptsächlich in as-Suwaida, Darʿā, Damaskus und anderen Regionen, in denen Drusen leben. Die Führung der Organisation beschreibt die Gruppe selbst als muslimisch, monotheistisch und drusisch. Sie betreibe einen defensiven Dschihad. Von Außenstehenden wird sie als Unterstützer von Baschar al-Assad beschrieben. Sie hat ihre Basis im Drusengebirge, einem gebirgigen Gebiet des Gouvernement as-Suwaida, sowie in der Umgebung des Hermon bei Damaskus. Die Gruppe wurde 2013 als Antwort auf Attacken gegen drusische Zivilisten gegründet.